# Laureana Cilento
Laureana Cilento község (comune) Olaszország Campania régiójában, Salerno megyében.

## Fekvése
A megye nyugati részén fekszik. Határai: Agropoli, Castellabate, Lustra, Perdifumo és Torchiara.

## Története
Első említése 963-ból származik. A következő századokban nemesi birtok volt. A 19. században nyerte el önállóságát, amikor a Nápolyi Királyságban felszámolták a feudalizmust.

## Népessége
A népesség számának alakulása:

## Főbb látnivalói
- Santa Maria Assunta-templom
- Santa Maria del Paradiso-templom
- San Michele Arcangelo-templom
- Madonna dell’Acquasanta-templom
- San Biagio-templom
- San Martino -templom